# St. Johns (Arizona)
St. Johns je město v okrese Apache County ve státě Arizona ve Spojených státech amerických.
K roku 2007 zde žilo 3 592 obyvatel. S celkovou rozlohou 17,1 km² byla hustota zalidnění 191 obyvatel na km².